# Durststrecke

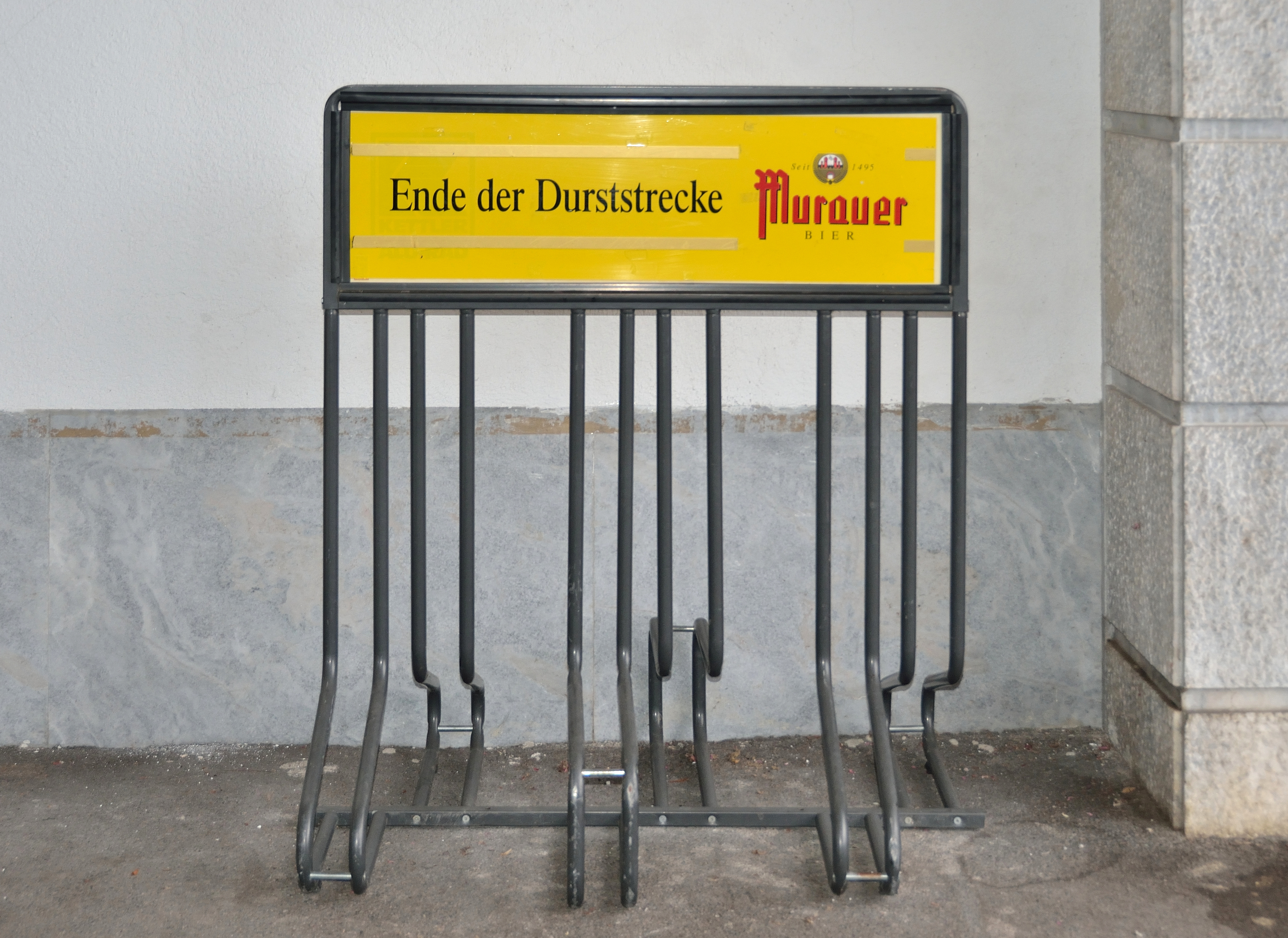
Verwendung des Begriffs heute (noch eher im eigentlichen Wortsinn) zu Werbezwecken.

Als Durststrecke wurde vor der Entwicklung motorisierter Fahrzeuge oder der Eisenbahn allgemein ein Wegeabschnitt bezeichnet, der infolge Mangels an Fluss- oder anderweitigem Oberflächenwasser den Verkehr besonders erschwerte. Ein derartiger Wegeabschnitt war für Reisende wegen der Möglichkeit des Verdurstens gefährlich.

## In Deutsch-Südwestafrika
Der Begriff erlangte vor allem im kolonialen und vor-kolonialen Deutsch-Südwestafrika Bedeutung, da hier vor der Einrichtung der Eisenbahnlinien bzw. des motorisierten Verkehrs der innerländische Warenverkehr auch über extrem weite Strecken zumeist mit Ochsengespannen vorgenommen wurde.
In Deutsch-Südwestafrika wurden daher ganz besonders diejenigen Wegstrecken älterer Verkehrslinien als Durststrecken bezeichnet, die während der Trockenzeit oder, etwa im Westen der Kolonie, während des ganzen Jahres die Führer der Ochsenwagen zu besonderen Maßnahmen nötigten, um diese ohne Verluste an Tieren oder ohne eine zu große Schwächung der Gespanne zu passieren.
Aber auch die gebräuchlicheren Verkehrsstraßen von größerer Länge waren nicht ohne solche Durststrecken. Berüchtigt waren vor der Erbauung der Eisenbahnen namentlich die von Walfischbai und der Lüderitzbucht in das Landesinnere führenden Wege, wie etwa der sog. Baiweg.
Es gab solche ungünstigen Gebiete aber auch an der sog. Kuiseblinie, ferner auf den von den inneren Hochlandgebieten nach Nordosten und Osten führenden Reiselinien.
An häufig begangenen Strecken, wie den erwähnten Zugangsstraßen von der Küste, waren sogar die Frachtraten direkt durch das Vorhandensein solcher Durststrecken bestimmt. So belief sich die Rate für den Tonnenkilometer vor der Eröffnung der Eisenbahn auf der Strecke Swakopmund-Otjimbingwe wegen der vorhandenen Durststrecken auf 120–150 Mark, auf der viel längeren Strecken Swakopmund-Windhuk mit weniger Durststrecken dagegen nur auf 88–114 Mark, hingegen auf der Lüderitzbuchtlinie sogar auf 155 Mark.
Einzelne sog. Trecks, d. h. für den mit Ochsen bespannten Frachtwagen ohne Ausspann und größere Pause „in einem Stück“ zurückzulegende Strecken, wurden selten auf mehr als ca. zwei Stunden bemessen und man mutete den Tieren nur sehr ungern mehr als zwei solcher Trecks am Tag zu, zumal bei längeren Reisen. Insofern gab es eine ganze Anzahl solcher, zwar nicht unmittelbar gefährlicher, aber doch für die Leistungsfähigkeit der Gespanne recht bedenklicher Durststrecken. Auf dem Weg von Walfischbai zum Swakop bei Usab rechnete man allein 12 bis 13 Fahrstunden ohne Wasser, sodass hier schon unter Zuhilfenahme der Nacht und unter großer Anstrengung der Tiere marschiert werden musste, um die wasserlose Strecke zu überwinden. Da diese zweimal passiert werden musste, waren Verluste an Zugtieren bisweilen doch nicht zu vermeiden.

## Heute
Im heutigen Sprachgebrauch ist der Begriff eher zur Beschreibung von Zeitphasen gebräuchlich, so etwa für solche, in denen zum Beispiel Sportler keine Erfolge zu verzeichnen haben. Der wörtliche Sinn des Begriffes ist somit weitgehend verlorengegangen.